# Ходая
Ходая (рум. Hodaia) — село у повіті Муреш в Румунії. Входить до складу комуни Ферегеу.
Село розташоване на відстані 288 км на північний захід від Бухареста, 26 км на північ від Тиргу-Муреша, 66 км на схід від Клуж-Напоки.